# Walahfrid Strabo

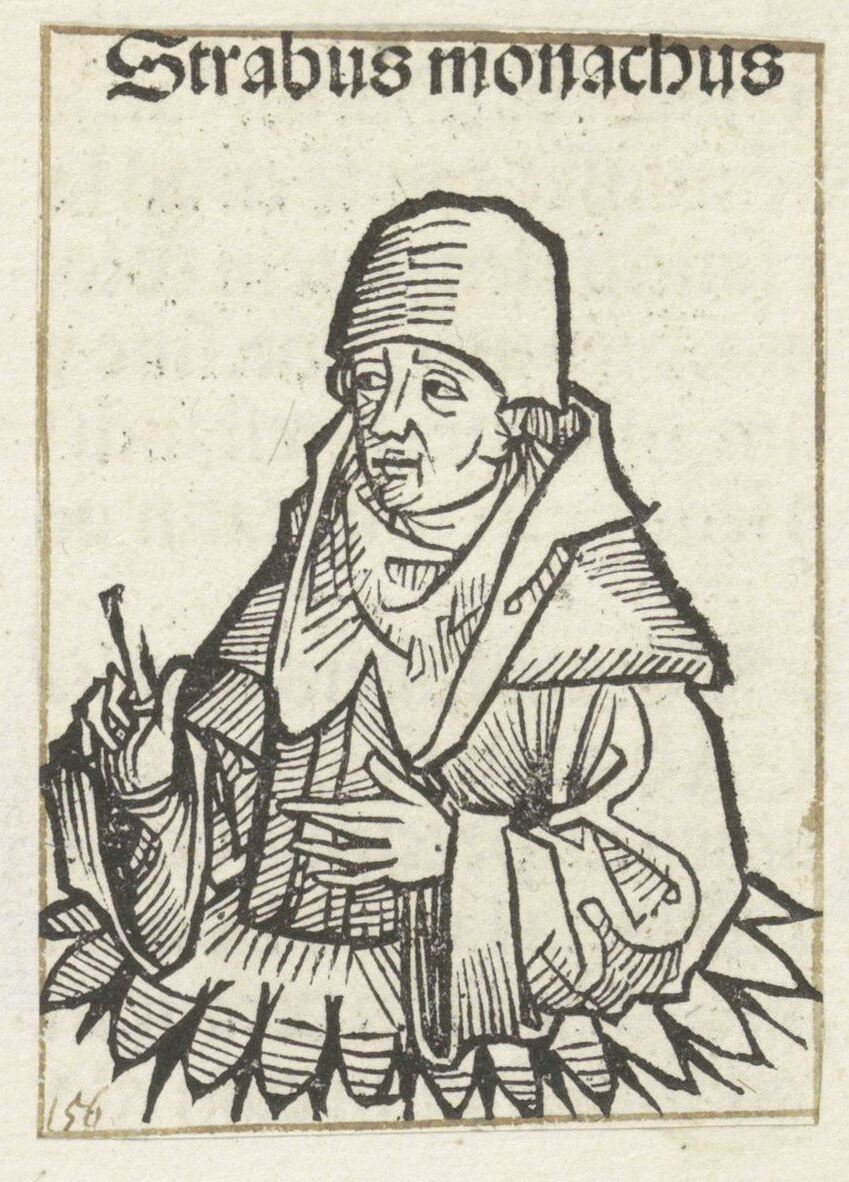
Walahfrid Strabo (houtsnede uit 1493)

Walahfrid Strabo (circa 808 – 18 augustus 849) was van 842 tot zijn dood in 849 abt van het Benedictijner klooster op het eiland Reichenau in het Bodenmeer. 
Al op zeer jeugdige leeftijd trad hij in het klooster in. Hij werd daar onderwezen door abt Grimald. Later zette hij zijn studie voort in de Abdij van Fulda onder Hrabanus Maurus. Door Lodewijk de Duitser werd hij naar het hof gehaald om daar hofkapelaan van keizerin Judith te worden en een bijdrage te leveren aan de opvoeding van Karel II. 
In 849 kwam Walahfrid bij een ongeluk om het leven.
Walahfrid heeft een belangrijk literair oeuvre nagelaten. De bekendste werken zijn: de Visio Wettini en De cultura hortorum. Verder schreef Walahfrid Versus in Aquisgrani palatio editi anno Hludovvici imp. XVI, een hagiografie over de heilige Gallus, de Vita Otmars en een afschrift van het Palestrinatractaat van Arculfus-Adamnanus.
Zijn gedicht, Liber de cultura hortorum, was een lofzang over de studie van planten en kruiden. In dit leerdicht beschreef hij 24 planten uit de kruidtuin van het klooster. Het werd opgedragen aan abt Grimald van de Abdij van Sankt Gallen.